# 山本透衣
山本 透衣（やまもと とうい、2001年5月31日 - ）は、北海道札幌市出身のプロサッカー選手。Jリーグ・FC大阪所属。ポジションはゴールキーパー（GK）。

## 来歴
北海道コンサドーレ札幌アカデミー出身で2019年には北海道コンサドーレ札幌の2種登録選手として登録された。
その後京都産業大学に進み、4年次、関西学生サッカーリーグ 1部にて優勝。大会優秀選手賞を獲得した。
第72回全日本大学サッカー選手権大会 （通称インカレ）準優勝。
2024年にFC大阪への加入が決まった。
2025年2月16日の明治安田J3リーグ開幕戦のFC岐阜戦でJリーグ初出場を果たす。

## 所属クラブ
- コスモスポーツクラブ
- SSS札幌
- 北海道コンサドーレ札幌U-15
- 北海道コンサドーレ札幌U-18 （市立札幌開成中等教育学校）
  - 2019年 北海道コンサドーレ札幌（2種登録）
- 京都産業大学
- 2024年 -  FC大阪

## 個人成績
| 国内大会個人成績 | 国内大会個人成績 | 国内大会個人成績 | 国内大会個人成績 | 国内大会個人成績 | 国内大会個人成績 | 国内大会個人成績 | 国内大会個人成績 | 国内大会個人成績 | 国内大会個人成績 | 国内大会個人成績 | 国内大会個人成績 |
| 年度             | クラブ           | 背番号           | リーグ           | リーグ戦         | リーグ戦         | リーグ杯         | リーグ杯         | オープン杯       | オープン杯       | 期間通算         | 期間通算         |
| 年度             | クラブ           | 背番号           | リーグ           | 出場             | 得点             | 出場             | 得点             | 出場             | 得点             | 出場             | 得点             |
| 日本             | 日本             | 日本             | 日本             | リーグ戦         | リーグ戦         | リーグ杯         | リーグ杯         | 天皇杯           | 天皇杯           | 期間通算         | 期間通算         |
| ---------------- | ---------------- | ---------------- | ---------------- | ---------------- | ---------------- | ---------------- | ---------------- | ---------------- | ---------------- | ---------------- | ---------------- |
| 2024             | FC大阪           | 40               | J3               | 0                | 0                | 0                | 0                | -                | -                | 0                | 0                |
| 2025             | FC大阪           | 1                | J3               |                  |                  |                  |                  |                  |                  |                  |                  |
| 通算             | 日本             | 日本             | J3               | 0                | 0                | 0                | 0                | -                | -                | 0                | 0                |
| 総通算           | 総通算           | 総通算           | 総通算           | 0                | 0                | 0                | 0                | -                | -                | 0                | 0                |

- 2019年は2種登録選手で公式戦出場無し。

出場歴
- Jリーグ初出場 - 2025年2月16日 J3第1節 vsFC岐阜（東大阪市花園ラグビー場）

## タイトル

### クラブ
京都産業大学
- 関西学生サッカーリーグ1部：1回（2023年）

FC大阪
- 大阪サッカー選手権大会：1回（2025年）

### 個人
- 関西学生サッカーリーグ1部　優秀選手賞（2023年）[6]
- 明治安田J3リーグ月間ベストセーブ賞　2025年2･3月度[7]